# 75. Reserve-Division (Deutsches Kaiserreich)
Die 75. Reserve-Division war ein Großverband der Preußischen Armee im Ersten Weltkrieg.

## Gliederung

### Kriegsgliederung 1914
- 75. Reserve-Infanterie-Brigade
  - Reserve Infanterie-Regiment Nr. 249
  - Reserve-Infanterie-Regiment Nr. 250
  - Reserve-Infanterie-Regiment Nr. 251
  - Radfahr-Kompanie Nr. 75
  - Reserve-Kavallerie-Abteilung Nr. 75
- 75. Reserve-Feldartillerie-Brigade
  - Reserve-Feldartillerie-Regiment Nr. 55
  - Reserve-Feldartillerie-Regiment Nr. 57
  - Reserve-Pionier-Kompanie Nr. 75

### Kriegsgliederung vom 29. März 1918
- 75. Reserve-Infanterie-Brigade
  - Reserve Infanterie-Regiment Nr. 249
  - Reserve-Infanterie-Regiment Nr. 250
  - Reserve-Infanterie-Regiment Nr. 251
  - 3. Eskadron/2. Garde-Dragoner-Regiment „Kaiserin Alexandra von Rußland“
- Artillerie-Kommandeur Nr. 75
  - Reserve-Feldartillerie-Regiment Nr. 55
  - Fußartillerie-Bataillon Nr. 82
- Pionier-Bataillon Nr. 375
- Divisions-Nachrichten-Kommandeur Nr. 475

## Gefechtskalender
Die Division wurde im Rahmen der Mobilmachung zu Beginn des Ersten Weltkriegs gebildet und im Kriegsverlauf zunächst an der Ost- und ab Anfang Dezember 1917 an der Westfront eingesetzt.

### 1914
- ab 29. Dezember --- Aufmarsch der 10. Armee

### 1915
- bis 3. Februar --- Aufmarsch der 10. Armee
- 4. bis 22. Februar --- Winterschlacht in Masuren
- 23. Februar bis 6. März --- Gefechte am Bobr
- 6. bis 29. März --- Stellungskämpfe bei Lipniki-Lyse
- 26. März bis 12. Juli --- Stellungskämpfe bei Lomsha-Osowiec
- 13. Juli bis 26. August --- Narew-Bobr-Schlacht
- 27. August bis 2. September --- Eroberung von Grodno
- 2. bis 3. September --- Straßenkämpfe in Grodno
- 9. September bis 2. Oktober --- Schlacht bei Wilna
- ab 3. Oktober --- Stellungskämpfe zwischen Krewo-Smorgon-Norotsch-Tweretsch

### 1916
- bis 2. August ---- Stellungskämpfe zwischen Krewo-Smorgon-Norotsch-Tweretsch
- 4. August bis 31. Oktober --- Schlacht bei Kowel
- ab 1. November --- Stellungskämpfe an der Narajowka, zwischen Narajowka und Zlota-Lipa und an der Ceniowka

### 1917
- bis 28. Juni --- Stellungskämpfe an der Narajowka, zwischen Narajowka und Zlota-Lipa und an der Ceniowka
- 29. Juni bis 3. Juli --- Abwehr der russischen Sommeroffensive
- 4. bis 20. Juli --- Stellungskämpfe an der Narajowka, zwischen Narajowka und Zlota-Lipa und an der Ceniowka
- 25. Juli bis 24. August --- Stellungskämpfe zwischen Krewo-Smorgon-Norotsch-Tweretsch
- 24. bis 31. August --- Stellungskämpfe vor Riga
- 1. bis 5. September --- Schlacht um Riga
- 6. September bis 29. November --- Stellungskämpfe nördlich der Düna
- 1. bis 7. Dezember --- Transport nach dem Westen
- 7. bis 29. Dezember --- Reserve der 7. Armee
- ab 29. Dezember --- Stellungskämpfe nördlich der Ailette

### 1918
- bis 20. März --- Stellungskämpfe nördlich der Ailette
- 21. März bis 9. April --- Große Schlacht in Frankreich
- 10. bis 12. April --- Stellungskämpfe nördlich der Ailette
- 26. April bis 8. Juni --- Kämpfe an der Avre, bei Montdidier und Noyon
- 9. Juni bis 7. August --- Kämpfe an der Avre und Matz
- 8. August bis 3. September --- Abwehrschlacht zwischen Somme und Oise
- 4. bis 18. September --- Kämpfe vor der Siegfriedfront
- 18. September bis 3. Oktober --- Abwehrschlacht zwischen Cambrai und St. Quentin
- 3. bis 8. Oktober --- Kämpfe in der Siegfriedstellung
- 9. Oktober bis 5. November --- Stellungskämpfe in Lothringen und in den Vogesen
- 6. bis 11. November --- Abwehrschlacht in der Champagne und an der Maas
- ab 12. November --- Räumung des besetzten Gebietes und Marsch in die Heimat

## Kommandeure
| Dienstgrad      | Name                       | Datum                                |
| --------------- | -------------------------- | ------------------------------------ |
| Generalleutnant | Max von Seydewitz          | 20. Dezember 1914 bis 12. April 1916 |
| Generalleutnant | Ernst von Hoeppner         | 13. April bis 11. November 1916      |
| Generalleutnant | Arthur von Eisenhart-Rothe | 12. November 1916 bis 1919           |